# Усть-Тосненская операция
Усть-То́сненская наступа́тельная опера́ция — наступательная операция войск Ленинградского фронта против части сил 18-й немецкой армии, проводившаяся 19 августа — 8 сентября 1942 года с целью совместного с войсками Волховского фронта прорыва блокады Ленинграда. Составная часть Синявинской наступательной операции.

## Обстановка под Ленинградом к концу лета 1942 г
Летом 1942 года ситуация в районе Ленинграда продолжала оставаться напряжённой. Более того, 23 июля А. Гитлер подписал директиву о подготовке операции по штурму Ленинграда, получившая вскоре кодовое наименование «Северное сияние» (нем. «Nordlicht»). Ориентировочный датой начала наступления было установлено 14 сентября 1942 года. Для решения этой задачи группа армий «Север» генерал-фельдмаршала Георг фон Кюхлера была усилена переброшенной из-под Севастополя 11-й армией генерал-фельдмаршала Эрих фон Манштейна, а также авиацией и тяжёлой артиллерией.
Советское командование, в свою очередь, на конец лета наметило новую операцию по прорыву блокады Ленинграда. В предстоящей операции планировалось задействовать войска Волховского фронта генерала армии К. А. Мерецкова, которым отводилась основная роль, а также войска Ленинградского фронта генерала-лейтенанта Л. А. Говорова. По принятой в советской историографии версии событий, подготовка немецкого наступления была вскрыта советской разведкой и помимо основной задачи войска Волховского и Ленинградского фронтов своим наступлением должны были сорвать готовившийся противником штурм Ленинграда. Генеральный штаб Красной армии передал командованию Ленинградского фронта информацию о переброске 11-й немецкой армии под Ленинград и о подготовке штурма города только 14 октября 1942 г. Так или иначе, советские войска упредили противника и начали своё наступление раньше, чем немецкие войска закончили подготовку к штурму Ленинграда.

## План операции
Согласно замыслу командования Ленфронта, в устье реки Тосна планировалось высадить тактический десант, который должен был захватить плацдарм и мосты через реку до подхода танков и пехоты. Успешное осуществление этого замысла создало бы благоприятные условия для развития дальнейшего наступления на Мгу и Синявино. Ударная группировка Волховского фронта переходила в наступление 27 августа.

Мы в штабе не оставляли сокровенную мечту о большом ударе с целью прорыва блокады.
И вот 7 августа генерал Гусев сказал:

— Ну, други мои, кажется, и у нас начинаются горячие денечки. Волховский фронт готовит наступление на Синявино. Нам предстоит наносить вспомогательный удар навстречу ему…

— Раз навстречу волховчанам, значит, опять по старому пути, с форсированием Невы? — высказал предположение генерал Баранов, новый командующий бронетанковыми войсками.

— Может, ты знаешь другую дорогу? — улыбнулся Гусев. — Я, брат, премию бы выдал тому, кто укажет её… 

Два дня спустя нас вызвал Л. А. Говоров. И тут всем стало ясно, что командующий как раз и не хочет наступать по старому пути, через Неву.

— Удар осуществим вдоль левого берега Невы от Колпина в направлении Усть-Тосно и далее на Мгу, — заявил он.

 Замысел Леонида Александровича прост.

— Имейте в виду, — предупреждал он, — многое будет зависеть от того, сумеем ли мы сразу захватить шоссейный мост через реку Тосну. С этой целью высадим десант на катерах. Внезапность должна стать нашим союзником.— Из воспоминаний начальника инженерных войск Ленинградского фронта генерал-лейтенанта Б.В. Бычевского.
В районе Колпино и Красного Бора находилась 121-я пехотная дивизия (командир — М. Вандель). Противник располагал мощной многоэшелонной обороной, изобиловавшей дотами, укреплёнными огневыми точками, минными полями. Само село Усть-Тосно и близлежащее село Ивановское (отделённое от него рекой Тосной) были превращены в огромный оборонительный район, создана мощная система артиллерийско-пулемётного огня.

## Ход операции

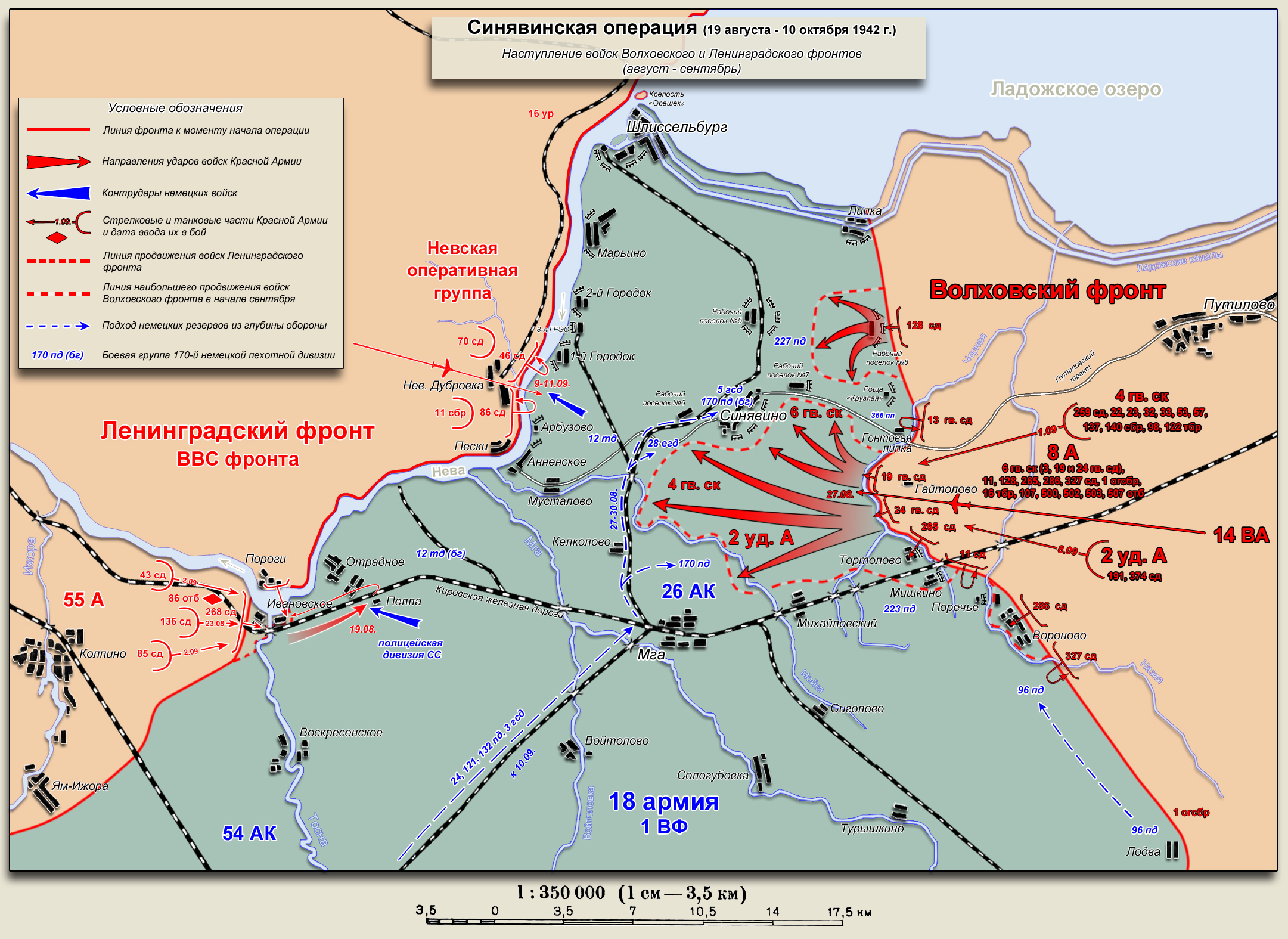
Наступление войск Волховского и Ленинградского фронтов

19 августа 1942 года первыми перешли в наступление части 55-й армии (командующий генерал-майор В. П. Свиридов) Ленинградского фронта.
В 12:00 час. после мощной артподготовки при поддержке авиации 947 и 952 стрелковые полки 268-я стрелковой дивизии (командир — генерал-майор С. И. Донсков) после мощной артподготовки при поддержке 86-го отдельного танкового батальона (9 КВ-1, 12 БТ-7, БТ-5, БТ-2) перешли в наступление и ворвались в посёлок Усть-Тосно.
В 13:00, с прибывших из Корчмино вдоль левого берега Невы бронекатеров, был высажен первый эшелон Усть-Тосненского десанта под командованием старшего лейтенанта Александра Ерофеевича Коструба. В состав первого эшелона десанта входили 3-я стрелковая рота, рота автоматчиков 942-го стрелкового полка 268-й стрелковой дивизии, взвод сапёров и взвод моряков Балтийского флота.
Вступив в бой, воины-десантники яростной атакой прорвали первую линию обороны противника, овладели автомобильным мостом, которые немцы не успели взорвать, а также овладели частью села Ивановское (до пристани), являвшегося опорным пунктом немецких войск. Однако шоссейный мост оставался под массированным огнём противника — два первых танка, выскочившие на него, сразу были подбиты и загородили путь другим. Вытащить их долгое время не удавалось.
Для усиления сил десанта в 14:23 час. был высажен его второй эшелон в составе 5-й и 9-й стрелковых рот 942 сп.
947 сп своим левым флангом стал успешно продвигаться вдоль полотна железной дороги и своим 1 сб занял излучину реки Тосна, 3 сб оседлал 300 метров шоссе по правой стороне железной дороги. 2 стрелковый батальон 947 сп, действовавший на правом фланге атаки, встретил сильное огневое сопротивление из рощи «Лесистая», понес потери и залег.
К исходу дня 19 августа 1942 года части 268-й стрелковой дивизии заняли посёлки Усть-Тосно и Ивановское, а передовые части достигли станции Пелла. На второй день операции противник, получив подкрепления (151-й полк 61-й пехотной дивизии, 636-й охранный батальон и одну танковую роту из состава 12-й танковой дивизии), перешёл в контрнаступление и отбросил части 268-й стрелковой дивизии на исходные позиции. Потери 268-й стрелковой дивизии были огромны: в первый день один из её полков 952-й стрелковый полк (командир майор А.И. Клюканов) потерял 60 %, а другой, 947-й стрелковый полк (командир — подполковник Владислав Вайцекович Козино) — 70 % личного состава. Тем не менее занимаемый плацдарм был удержан.
Снабжение занятого плацдарма было возложено на Ленинградскую военно-морскую базу. За время операции её корабли эвакуировали более 2 тысяч раненых, доставили на плацдарм около 5000 бойцов пополнения, 14 орудий, 13 миномётов, 1 танк, более 20 тонн боеприпасов и продовольствия. Перевозки проходили при сильном артиллерийском и авиационном противодействии, в результате чего было потеряно одиннадцать катеров. Поддерживая десант, морская артиллерия выполнила 356 стрельб и израсходовала более 4000 снарядов, а авиация флота выполнила около 300 вылетов.
Ночью 20 августа 1 и 2 стрелковые батальоны 947 сп передали подразделениям 342 сп занимаемые ранее ими позиции, и совместно с частями 942 и 952 стрелковых полков получили задачу в течение светового дня 20 августа развить наступление на заданные рубежи по западному и восточному берегам Тосны. Задача полками не была выполнена ввиду сильного огневого противодействия, не допустившего переправу подкрепления на восточный берег, потерь в личном составе и усиления позиций гитлеровцев за счёт подтянутых ими подкреплений. Особенно сильному воздействию подверглись силы десанта на восточном берегу, которые немцы отрезали от берегов Тосны и Невы, а также оттеснили от церкви села Ивановское. Мосты невозможно было использовать ввиду огневого воздействия противника. Своевременная ночная переброска подкреплений десанту и доставка боеприпасов не позволила немцам сбросить силы десанта в воду.
21 и 22 августа 1942 г. подразделениям 268 сд ставились задачи по зачистке от групп противника ранее захваченных укреплений на западном берегу. Задача не была выполнена из-за значительных потерь в личном составе.
23 августа советские войска предприняли попытку переломить ход сражения: 342 и 329 стрелковые полки 136 сд получили задачу совместно очистить западный берег Тосны, а затем 329 сп должен был совместно с 86 отдельным танковым батальоном должны были переправиться по мостам на восточный берег и продолжить наступательные действия по расширению Ивановского пятачка. Хотя частям 136-й стрелковой дивизии удалось снова выбить врага из Усть-Тосно, форсировать реку и восстановить связь с плацдармом, большего добиться не удалось. 342 и 329 стрелковые полки и 86 отб задачу по расширению плацдарма не выполнили. Уцелевший личный состав 342 сп был выведен из боя в место постоянного расположения. 329 сп был сменён на плацдарме подразделениями 947 сп 268 сд.
24-26 августа подразделения 268 стрелковой дивизии продолжили наступательные действия, но исчерпанный фактор неожиданности, большие потери, а также резервы, подошедшие к гитлеровцам, погасили наступательный импульс советских войск.
27 августа 268 стрелковая дивизия выполняла задачу прочного закрепления на достигнутых рубежах, организации системы оборонительного огня и заграждений на указанном участке. Снабжение войск на Ивановском пятачке (восточном берегу реки Тосно) было налажено лодочной переправой боеприпасов, продуктов и вооружения. На плацдарм были переправлены артиллерийские орудия и даже один танк, второй был потоплен огнём артиллерии противника вместе с понтоном. Противник постоянными контратаками пытался сбросить в Неву защитников Ивановского пятачка, но группы бойцов под командованием подполковника Дементьева и майора Клюканова А. И., а также при участии советской артиллерии на противоположном берегу Невы, неуклонно отбивали атаки противника.
2 сентября командование 55-й армии ввело в бой 43-ю и 85-ю стрелковые дивизии, но они также не добились успеха. Противник, в свою очередь, не оставил попыток сбросить советские войска в Неву с «Ивановского пятачка», но ценой больших усилий и потерь плацдарм советскими частями был удержан. К концу операции с немецкой стороны против частей 55-й армии действовали 1-й пехотный полк полицейской дивизии СС, 151-й пехотный полк 61-й пехотной дивизии, 100-й полк 5-й горнострелковой дивизии, рота 407-го пехотного полка 121-й пехотной дивизии и боевая группа 12-й танковой дивизии.
В ночь на 3 сентября 1942 г. части дивизии выведены в район Новая, Сергиевка, Павлово и до 10 сентября получали пополнение, проходили комплектование и боевое обучение.
4 сентября Л. А. Говоров обратился к И. В. Сталину с просьбой прекратить наступление 55-й армии, поскольку посчитал, что при сложившейся обстановке будет более выгодным для содействия Волховскому фронту «организовать встречный удар на Синявино с форсированием р. Нева на направлении Московской Дубровки». Получив одобрение со стороны Ставки ВГК командование Ленинградским фронтом в спешном порядке приступило к подготовке форсирования Невы силами Невской оперативной группы. Таким образом, к 8 сентября обе стороны в районе Усть-Тосно перешли к обороне. Прекращение активных боевых действий со стороны 55-й армии позволило немецкому командованию сразу же перебросить части 61-й пехотной и 12-й танковой дивизий на направление удара войск Волховского фронта.

## Результаты операции и потери сторон

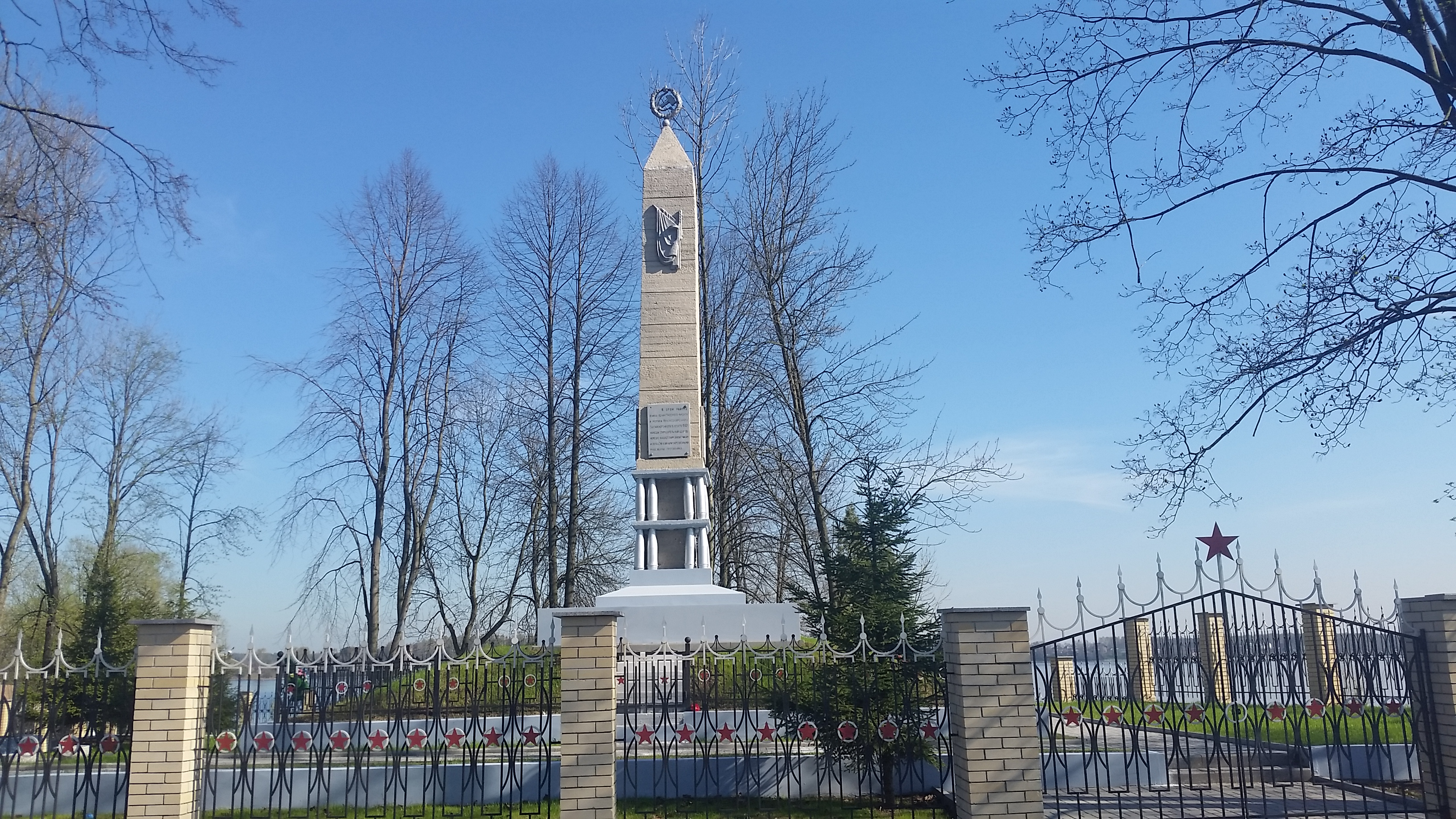
Обелиск «Ивановский пятачок». Отрадное, Ленинградская область

По итогам операции советскими войсками удалось отвоевать посёлок Усть-Тосно, удержать шоссейный мост и плацдарм у Ивановского («Ивановский пятачок»), но основную задачу частям 55-й армии выполнить не удалось. Командование Ленинградским фронтом было крайне недовольно таким результатом. 22 сентября 1942 г. Военным советом фронта был издан приказ № 00215 «О причинах невыполнения боевой задачи 55-й армией в Усть-Тосненской операции». В приказе в частности говорилось:

Для этой операции были определены 5 стрелковых дивизий, танковая бригада, отдельный танковый батальон, значительное артиллерийское и миномётное усиление и ВВС фронта. Несмотря на превосходство над противником, поставленная задача армией не выполнена.
Основными причинами невыполнения задач являются:

1. Полная беспечность и безграмотность Военного совета и штаба армии, командиров и штабов дивизий в организации и ведении тактической разведки противника…

2. Командующий армией и командиры дивизий не умеют руководить артиллерией и миномётами усиления и танками в современном наступательном бою. Огонь артиллерии и миномётов не массировался на решающих направлениях…

3. Штабы армий и дивизий оказались неподготовленными к управлению войсками. Начальники штабов армий и дивизий не руководили деятельностью подчинённых отделов и начальниками родов войск, не ставили им конкретных задач ни при организации боя, ни в ходе его.

…

5. В проведённой операции войска армии понесли большие потери в личном составе убитыми и ранеными. Цифра потерь говорит за то, что у начальствующего состава армии притупилось сознание необходимости максимального сохранения личного состава армии. Пренебрежение к неоправданным потерям бойцов и командиров является характерной особенностью командования 55-й армии. Даже тогда, когда нет активных боевых действий, 55-я армия несёт самые высокие потери среди армий и групп фронта. Достаточно указать, что в период с 6 по 9.9 армия потеряла убитыми и ранеными 3800 человек….

Вместе с тем, Усть-Тосненская операция внесла определённый вклад в расходование резервов противника и как следствие, в отказ немецкого командования от штурма Ленинграда в 1942 году. Этот результат был достигнут ценой высоких потерь. Официальных данных о потерях частей 55-й армии нет. Указанные в статистическом исследовании Министерства обороны РФ «Россия и СССР в войнах XX века» временные рамки Синявинской операции указаны (19 августа — 10 октября 1942 г.) включают в себя период боевых действия 55-й армии в районе Усть-Тосно, но в числе армий Ленинградского фронта, участвовавших в этой операции, 55-я армия не указана. По данным современных российских исследователей, потери 55-й армии в Усть-Тосненской операции составили до 7000 бойцов убитыми и ранеными. Большие потери были и в технике. Так, с 19 по 25 августа 86-й отдельный танковый батальон потерял всю матчасть: 11 танков сгорело, а ещё 11 были подбиты.
Потери немецких войск неизвестны, но исходя из характера боёв, вероятнее всего, были существенно ниже.